# Шушарина (Свердловская область)
Шушарина — деревня в Свердловской области России, входит в Ирбитское муниципальное образование. 

## Географическое положение
Деревня Шушарина муниципального образования «Ирбитское муниципальное образование» расположена в 20 километрах (по автотрассе в 24 километрах) к востоку от города Ирбит, на правом берегу реки Кирга (правый приток реки Ница), в 0,5 километрах от устья.

## Население
| 2002 | 2010 | 2021 |
| ---- | ---- | ---- |
| 22   | ↘19  | ↘13  |